# Opel Astra G
Pour les articles homonymes, voir Opel Astra.
 (mai 2023).
Si vous disposez d'ouvrages ou d'articles de référence ou si vous connaissez des sites web de qualité traitant du thème abordé ici, merci de compléter l'article en donnant les références utiles à sa vérifiabilité et en les liant à la section « Notes et références ».
L'Opel Astra G est une compacte qui produite par le constructeur automobile allemand Opel de 1998 à 2004 (2004 pour l'Europe de l'Ouest). Elle est également vendue sous les marques Vauxhall, Holden et Chevrolet. Il s'agit de la deuxième génération de l'Opel Astra depuis 1991.

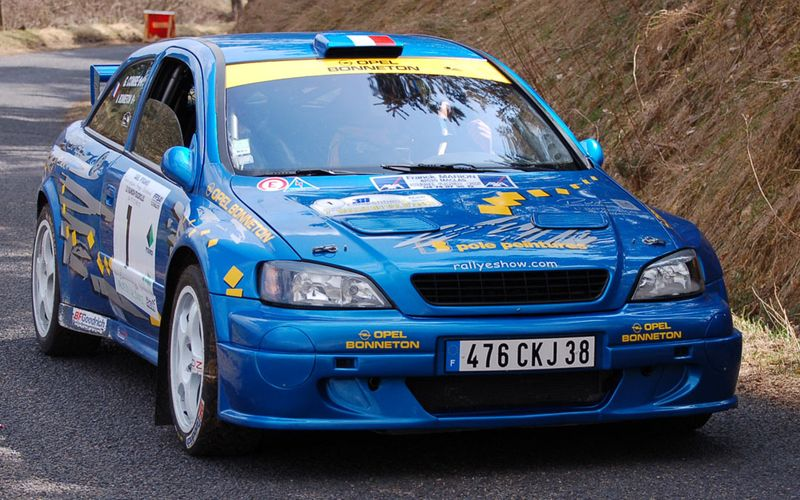
Opel Astra Kit-Car

## Motorisations
L'Opel Astra G disposait de seize motorisations essence ou diesel allant de 1,2 à 2,2 L et de puissances allant de 75 à 200 ch.

## Évolutions
- Avril 1998

Lancement en 3, 5 portes et break appelé Caravan avec quatre moteurs à essence (1.6 de 75 ch, 1.4 16V de 90 ch, 1.6 16V de 100 ch et 2.0 16V de 136 ch) et deux diesel (1.7 Ecoturbo de 68 ch et 2.0 Turbo Diesel à injection direct (Di 16V de 82 ch)
Finition GL : coussin gonflable de sécurité (« airbag ») conducteur, banquette 2/3 1/3, direction assistée, vitres avant électriques et verrouillage centralisé
Finition CD (en plus) : climatisation, radiocassette
Finition CDi (en plus, sur 3 portes) : sièges avant et suspension sport, radio CD, volant en cuir, antibrouillards, jantes en aluminium (ABS et antipatinage sur la 2.0 16V)
- Juillet 1998

1.8 16V de 115 ch avec finition CDX : climatisation, sellerie cuir, vitres électriques et sièges avant chauffants
- Février 1999

ABS et double coussins gonflables (« airbags ») sur toutes les versions. La GL gagne le siège conducteur réglable en hauteur. Jantes en aluminium de 16 pouces au lieu de 15 sur la CDi
Série limitée Silver Edition : base CDi avec 1.8 16V de 115 ch + roues de 16 pouces, sellerie cuir et Alcantara, ordinateur de bord, antipatinage, radio CD et suspension surbaissée
- Juillet 1999

Série Century : base CD + jantes en aluminium de 15 pouces, radio, vitres arrière électriques et antibrouillards
- Septembre 1999

Nouvelles finitions : Base (ex-GL), Comfort (ex-CD), Sport (ex-CDI) et Elégance (ex-CDI 5 portes)
Dès la Base, l'Astra reçoit quatre airbags et le volant réglable.
- Novembre 1999

2.0 DTi 16V de 100 ch équipé d'un échangeur air air.
- Février 2000

1.7 DTi de 75 ch.
- Mars 2000

Coupé Bertone, plus long de 15 cm que la berline, il dispose de 1.8 16V de 115 ch ou du 2.2 16V de 147 ch.
- April 2000

Motor 1.9 CDTI de Modèle:Unite.
- Septembre 2000

Moteur 2.2 16V de 147 ch pour la berline
Disparition du moteur 1.8 16V de 115 ch de type X18XE1 au profit du 1.8 16V de 125 ch de type Z18XE Coupé.
Disparition du Moteur 2.0 DI 16 V 82 chevaux X 20 DTL, remplacé par le 2.0 DI 16 V 82 chevaux Y 20 DTL désormais destiné à l'export en Pologne et en Europe Central.
- Décembre 2000

Moteur 2.0 turbo de 192 ch pour le Coupé.
- Juin 2001

Version cabriolet, et commercialisation de la Astra édition GPS 2001.
- Septembre 2001

Version 1.7 DTi 16V Eco 4 (basse consommation).
- Octobre 2001

La désignation commerciale de la Astra 2.0 DTi 16V change ; désormais la motorisation 2 L portera la désignation commerciale 2 litres DTI et non plus dti 16V.
- Fin 2001

Commercialisation du moteur 2,2 litres DTi de 117 ch (apparemment non monté sur Astra, uniquement Vectra et Zafira).
- Février 2002

Série Métal-Line sur base Eco 4 avec peinture métallisée.
- Mars 2002

Série spéciale Fashion : base Comfort + jantes en aluminium de 15 pouces, climatisation automatique et calandre à jonc chromé. Le coupé Bertone reçoit le toit ouvrant électrique et la climatisation automatique.
- Octobre 2002

Diesel 2.2 DTi de 125 ch.
- Mai 2003

Diesel à rampe commune d'injection 1.7 CDTi de 80 ch, 1.6 Twinport Ecotec de 103 ch.
En septembre 2004, la coentreprise GM-AVTOVAZ a annoncé la production de cette voiture dans l'usine Lada-AvtoVAZ de Togliatti, sous la marque Chevrolet Viva. En mars 2008, la production a été arrêtée en raison de la trop faible demande, ce qui était en partie dû à un prix de vente presque aussi élevé que celui de l'Opel Astra H sur le marché russe. La voiture durant sa phase de commercialisation était destinée uniquement aux marchés russe et des autres États membres de la CEI.

### VersionsOPC(Opel Performance Center)

#### Opel Astra G OPC
Commercialisé de 1999 à 2001 à 3 000 exemplaires numérotés, c'est le premier modèle à avoir reçu la dénomination OPC.
Créée à partir d'une base d'Opel Astra G 3 portes, elle diffère de celle-ci par quelques modifications.
Par rapport à l'Astra normale, l'Astra OPC est munie d'un aileron arrière spécifique, des rétroviseurs « type m3 » ainsi que d'une lame plus grosse sur le pare-chocs avant. Elle se voit chaussée de jantes BBS en 17 pouces ainsi que de pneus plus larges à flancs bas 215/40ZR17. Ses freins également se voient majorer en passant en 308*25mm Ses suspensions sont raffermies ainsi que son assiette rabaissée. L'intérieur quant à lui reçoit 2 superbes baquets en tissu fourni par Recaro (les versions suisses n'ont pas eu ces sièges), les ceintures de sécurité deviennent bleues et les fonds de compteurs blanc. Enfin dernier petit artifice, sous le capot, les versions OPC reçoivent une pièce spécifique en bleue sur le cache-bougie.
Elle était disponible en 3 coloris : Noir, Gris, et Bleu bermude, une couleur spécifique au modèle OPC, née à cette époque.

##### Spécifications
Moteur: Ecotec 2.0L 16V DOHC (X20XER)
Puissance: 160 ch à 6500 tr/min (118 kW)
Couple: 195 N m à 4300 tr/min
Régime maxi: 7000 tr/min
Consommation l/100 km: 9.2
Poids: 1 260 kg
Transmission: traction
Boîte de vitesses manuelle 5 rapports
Cx: 0.31
Pneumatiques : 215 / 40 ZR 17
0-100 km/h : 8.2 s
1 000 m DA: 29.5 s
Vitesse maxi : 218 km/h

#### Opel Astra G OPC Turbo
Commercialisée de 2003 à 2004 sur la base de l'Opel Astra G phase 2. Elle sera déclinée en version 3 portes mais aussi dans une inédite version Caravan (break).
Le châssis est repris de l'ancienne version OPC, quelques modifications esthétiques ont cependant été effectuées : un nouveau kit carrosserie (pare-chocs avant et arrière, jupe latérale), les jantes BBS ont disparu au profit d'un modèle de type "Snowflakes" créé par Opel, la taille des pneus n'a quant à elle pas évolué, les sièges baquet Recaro ont disparu pour des semi-baquets Recaro plus confortables et avec plus de réglages semi-cuir ou full cuir. En plus des fonds de compteur blanc déjà présent dans version antérieure, une petite inscription "OPC" vient se loger sur le compte-tours avec un pommeau spécifique en aluminium.
La plus grosse différence vient du nouveau moteur suralimenté hérité de l'Astra coupé Bertone Z20LET qui existe en 190, 192 et 200 ch sur la Bertone (modification électronique uniquement pour les puissances fiscales) mais uniquement en 200 ch sur cette OPC.

##### Spécifications
Moteur: Ecotec 2.0L 16v turbo DOHC(Z20LET)
Alimentation allumage : gestion intégrale Bosch Motronic ME 1.5.5
Suralimentation : turbo kkk k14 avec turbine intégrée au collecteur d'échappement + échangeur air / air
Cylindrée (cm3) : 1998
Alésage x course (mm) : 86 x 86
Rapport volumétrique : 8.8
Régime maximum : 6500 tr/min
Puissance : 200 ch à 5600 tr/min
Couple : 250 à 1950 tr/min
Poids : 1 250 kg
Transmission: traction
boîte de vitesses manuelle 5 rapports
Cx : 0.284
Pneumatiques : 215 / 40 ZR 17
0 à 100 km/h : 7.1 s
1 000 m DA : 27.7 s
vitesse maximum : 237 km/h

## L'Opel Astra G en compétition

### Vauxhall Astra Coupe

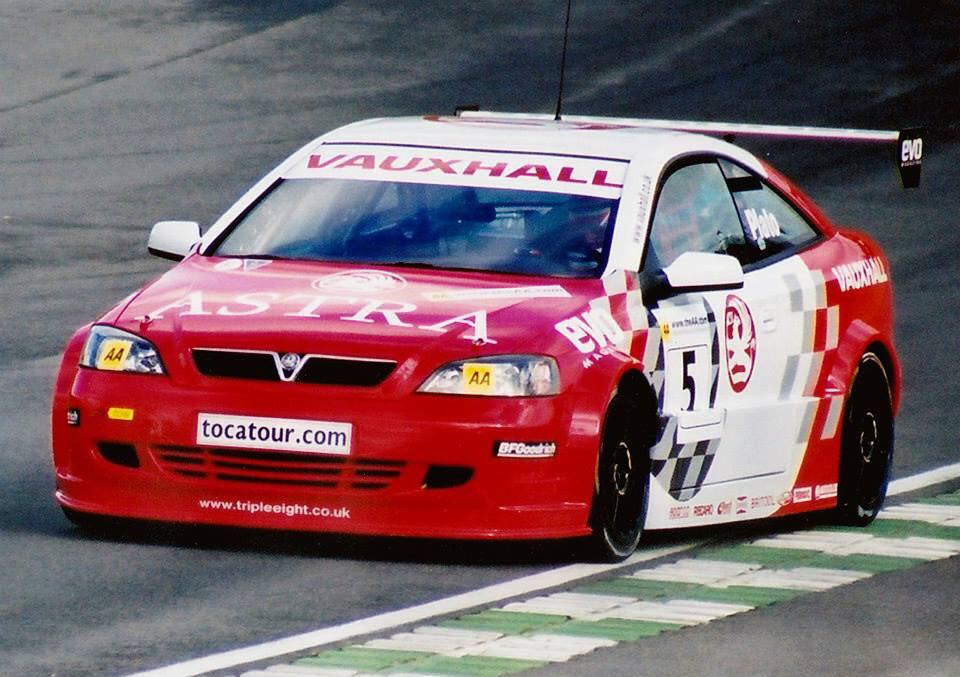
Vauxhall Astra Coupe de Plato

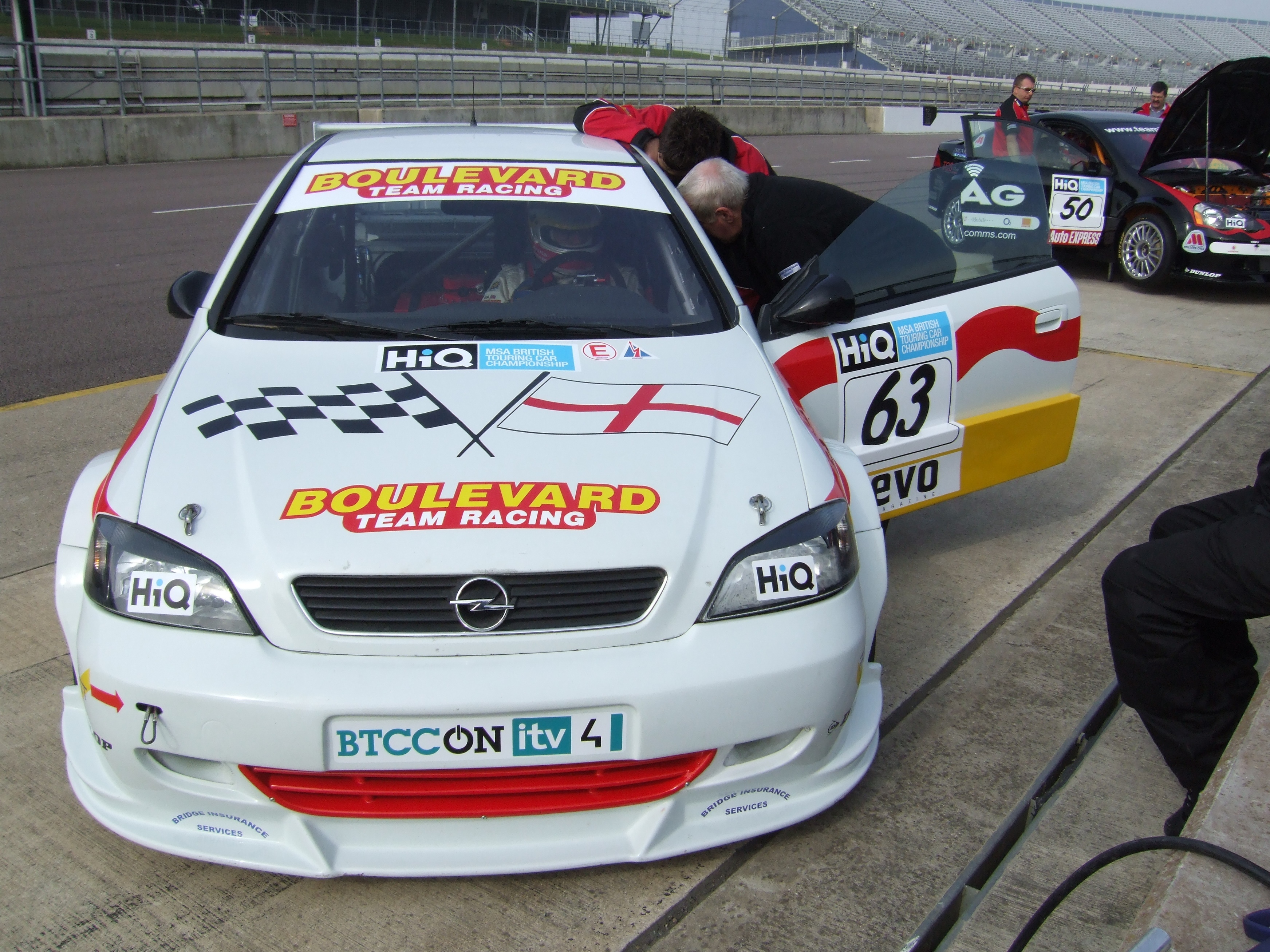
Version Opel de l'Astra Coupe FIA Supertourisme.

L'Opel Astra Coupe Bertone court sur plusieurs championnats de supertourisme. Elle fait une carrière très remarquée dans le Championnat britannique des voitures de tourisme (British Touring Car Championship).
Dans le championnat BTCC 2001, avec 4 voitures sous le nom de Vauxhall Astra (2 parrainés par l'équipe Vauxhall officielle), l'Astra s'imposera 25 fois sur les 26 courses que compte la saison. C'est le pilote Yvan Muller qui sera champion. Vauxhall terminera la saison avec plus de 800 points loin devant Peugeot avec un peu moins de 300 points.
En 2002, malgré quelques soucis de fiabilité, Vauxhall terminera à nouveau champion des pilotes avec cette fois-ci James Thompson et champion des constructeurs avec 150 points d'avance sur son concurrent.
En 2003, la Vauxhall Astra est de nouveau championne du monde constructeur avec 200 point d'avance sur Honda et rafle le titre pilotes avec James Thompson.
En 2004, pour la dernière année de compétition de l'Astra Coupe, Vauxhall remporte encore une fois avec 200 points d'avance, le titre des constructeurs James Thompson.
En 2007, bien que vieillissante, l'Opel Astra rapportera quand même le trophée des indépendants à Joakim Fridh sur le Championnat suédois des voitures de tourisme .
| Moteur | Cylindrée | Puissance       | Transmission             | Poids   | Longueur | Largeur | Hauteur | Empattement | Largeur de voie | Saisons   |
| ------ | --------- | --------------- | ------------------------ | ------- | -------- | ------- | ------- | ----------- | --------------- | --------- |
| L4     | 2 000 cm3 | 275 cv (202 kW) | 6 vitesses séquentielles | 1150 kg | 4267 mm  | 1709 mm | 1390 mm | 2613 mm     | 1652 mm         | 2001-2002 |
| L4     | 2 000 cm3 | 279 cv (205 kW) | 6 vitesses séquentielles | 1150 kg | 4267 mm  | 1709 mm | 1390 mm | 2613 mm     | 1652 mm         | 2003-2004 |

### Opel Astra V8 Coupé

#### Deutsche Tourenwagen Masters

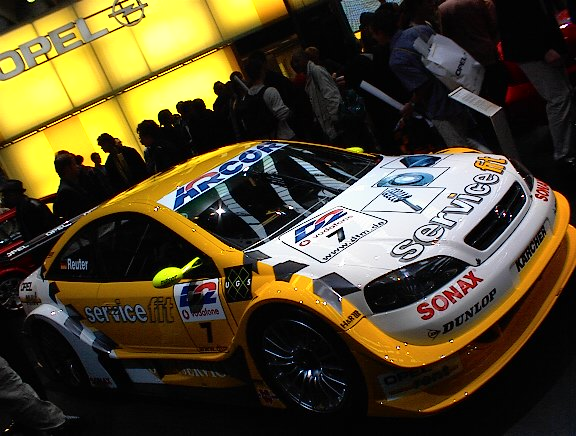
L'Opel Astra V8 Coupe de Manuel Reuter et de Yves Olivier, les 2 voitures se distinguent par la couleur des rétroviseurs (jaune pour M. Reuter et rouge pour Y. Olivier).

Lors de la renaissance du nouveau Deutsche Tourenwagen Masters (DTM), Opel se relance dans la compétition avec l'Opel Astra V8 Coupe. Basé sur la carrosserie d'une Opel Astra G Bertone, elle loge un moteur V8 de 4 000 cm3 développant 500 chevaux (370 kW). Elle succède ainsi à l'Opel Calibra V6 4×4 et est remplacée en 2004 par l'Opel Vectra GTS V8 même si certaines écuries continuent d'utiliser l'Astra durant cette même saison. Entre mai 2000 et août 2004, l'Opel Astra V8 Coupe a participé à 46 courses et engrangés 737 points. Elle a été produite à 24 exemplaires. Sur toute sa carrière, elle aura obtenue 10 meilleurs tours, 7 pole positions et 8 victoires.
| Moteur | Cylindrée | Puissance       | Longueur | Largeur | Hauteur | Empattement | Poids à vide |
| ------ | --------- | --------------- | -------- | ------- | ------- | ----------- | ------------ |
| V8 32v | 4 000 cm3 | 500 cv (367 kW) | 4470 mm  | 1850 mm | 1250 mm | 2650 mm     | 1050 kg      |

##### Saison 2000

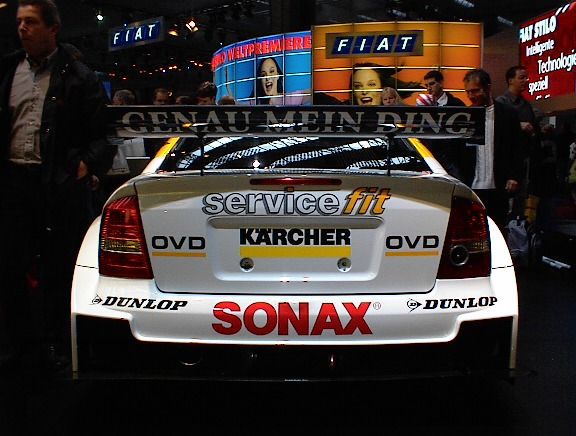
Partie arrière de la voiture de Manuel Reuter.

La saison a été très fructueuse pour l'Opel Astra V8 Coupe qui terminera deuxième au championnat DTM 2000, avec, encore une fois pour Opel, le pilote Manuel Reuter avec le Team Phoenix. Sur les 18 courses que compte la saison, l'Astra signe 4 meilleurs temps en course et 4 pole positions. Manuel Reuter (4), Joachim Winkelhock (1) et Uwe Alzen (3) assurent 8 victoires, soit quasiment la moitié des épreuves. À noter également que cette saison est représenté par 3 marques mais seule Opel et Mercedes parviennent à remporter des courses.

##### Saison 2001
La saison devient compliqué puisque seules 4 des 8 voitures engagées prennent le départ de toutes les courses. La saison est caractérisée par le nombre impressionnant de 31 abandons pour l'Opel Astra V8. Les premières courses traduisent une Opel en légère sous-performance en rapport à ces concurrents même si le constructeur apporte rapidement des modifications. Dans la deuxième partie de la saison, les Opel ne sont pas mauvaises puisqu'elles se qualifient 7 fois dans les 10 premières places. Dans cette même partie de saison, les Astra V8 terminent 9 fois dans les 10 premières places, Manuel Reuter étant le plus constant des pilotes Opel rapportant 35 points.

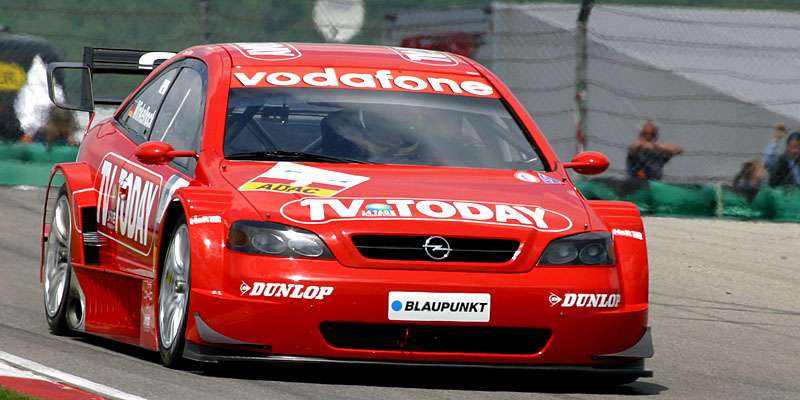
Voiture de Joachim Winkelhock.

Sur les 31 abandons, seules 3 sont dus à des causes mécaniques. Les autres abandons sont causés par des contacts ou des accidents, en course ou en qualification. Les principaux incidents sont les suivants:
En début de saison, 2 Astra Coupe abandonnent dans un accident avec une Audi à Hockenheim. Au Nürburgring, l'Astra de Manuel Reuter percute violemment un mur. À Sachsenring, un carambolage impliquant 6 voitures immobilisent 2 Astra (Peter Mamerow et Hubert Haupt). En tentant d'éviter l'incident, une Audi percute la voiture de Joachim Winkelhock et le contraint à jeter l'éponge. Quelques tours plus tard le pilote Yves Olivier part à la faute, la course se termine pour lui aussi. Au Norisring, Huber Haupt, Timo Scheider et Yves Olivier partent tout 3 à la faute et abandonnent.

##### Saison 2002

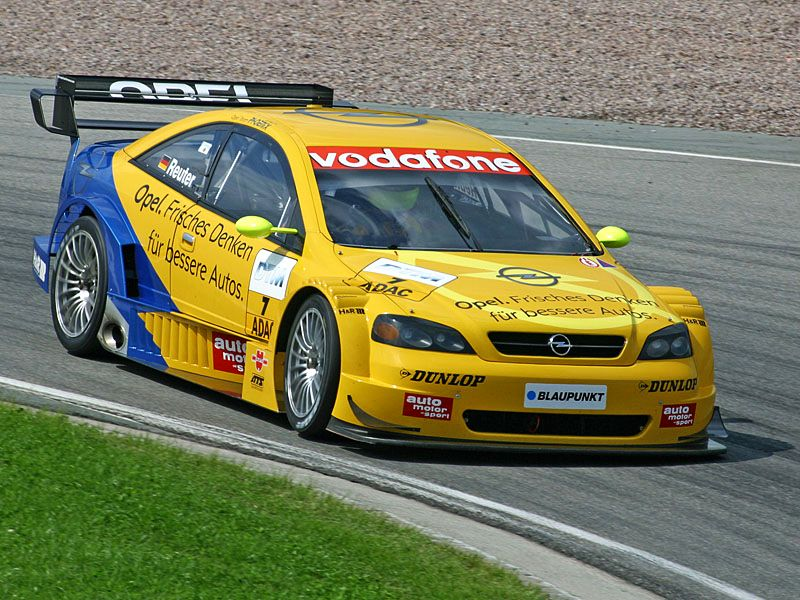
Voiture de Manuel Reuter la première saison.

3 des 8 Opel Astra V8 Coupe engagées termineront dans les 10 premières places au championnat (respectivement 8e, 9e et 10e). La période noire des abandons a enfin cessé et la voiture se montre globalement fiable. À noter que 3 voitures ne participent pas à toutes les courses et qu'une des voitures compte 2 pilotes sur la saison.

##### Saison 2003
Dernière saison ou toutes les écuries motorisées par Opel ont comme véhicule l'Opel Astra V8 Coupe. 3 Opel finissent le championnat dans les 10 premiers, ce sont les mêmes pilotes que l'année précédente (Timo Scheider, Alain Menu et Manuel Reuter respectivement 8e, 9e et 10e).

##### Saison 2004
Seule l'écurie OPC Euroteam continue de courir avec l'Opel Astra V8 Coupe.

#### 24 Heures du Nürburgring(2003)

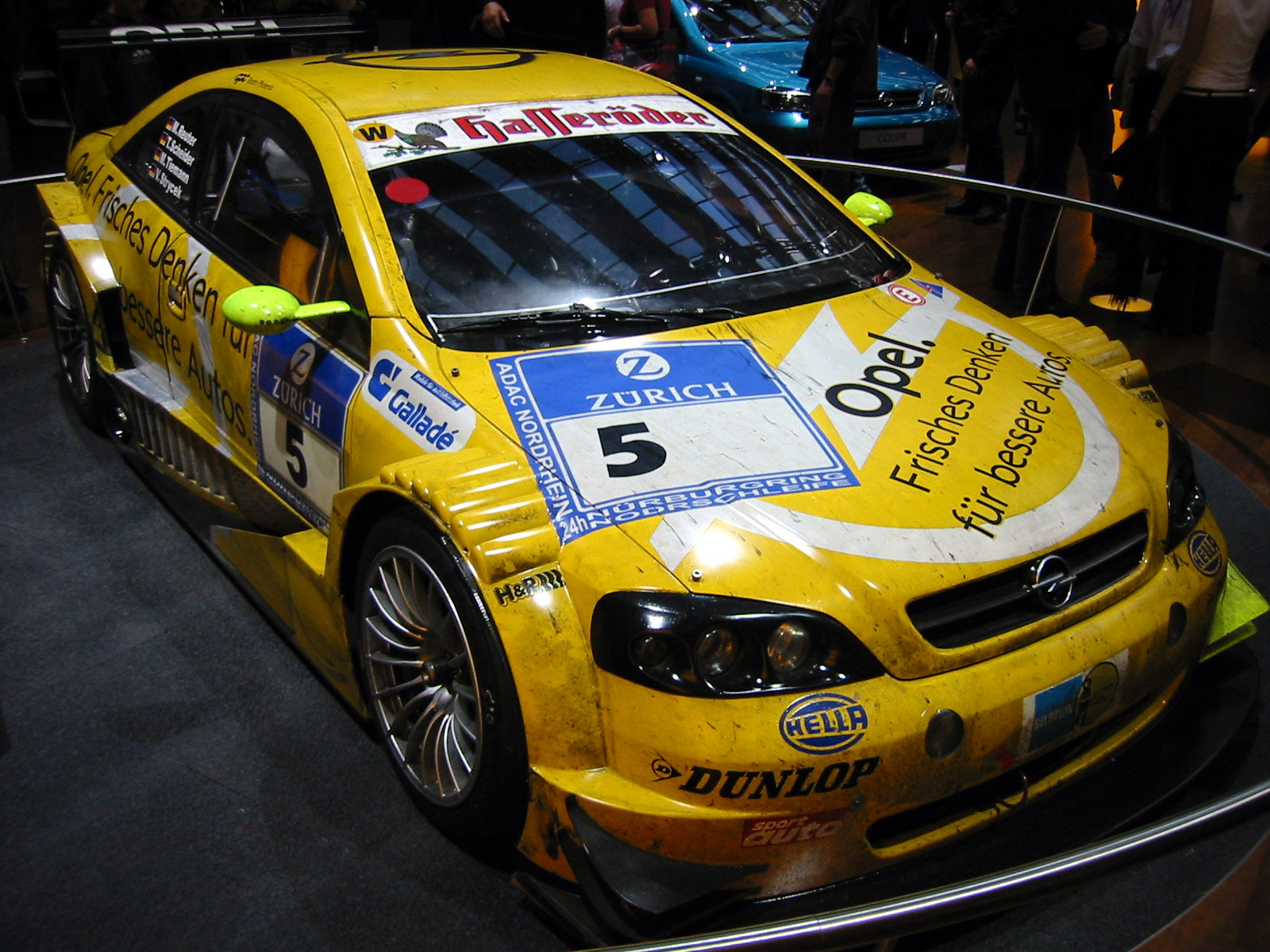
L'Opel victorieuse des 24 heures du Nürburgring

Opel a utilisé son Astra V8 Coupe pour participer à la course d'endurance sur le mythique circuit de l'enfer vert, très populaire en Allemagne. Deux Astra Coupe V8 s'élancent pour 24 heures en 4e et 5e position derrière 2 Porsche et 1 Dodge Viper. L'équipage composé de Manuel Reuter, Timo Scheider et Marcel Tiemann au volant de l'Opel Astra V8 Coupe remporte la course pour le Team Phoenix. L'autre équipe, composé de Volker Strycek, Peter Dumbreck, Jeroen Bleekemolen percute un véhicule de catégorie inférieur (véhicule plus lent) et va terminer sa course violemment contre le rail de sécurité.
| Moteur | Cylindrée | Puissance       | Longueur | Largeur | Hauteur | Empattement | Poids à vide |
| ------ | --------- | --------------- | -------- | ------- | ------- | ----------- | ------------ |
| V8 32v | 4 000 cm3 | 500 cv (367 kW) | 4470 mm  | 1850 mm | 1250 mm | 2650 mm     | 1050 kg      |

## Opel Astra OPC XTreme

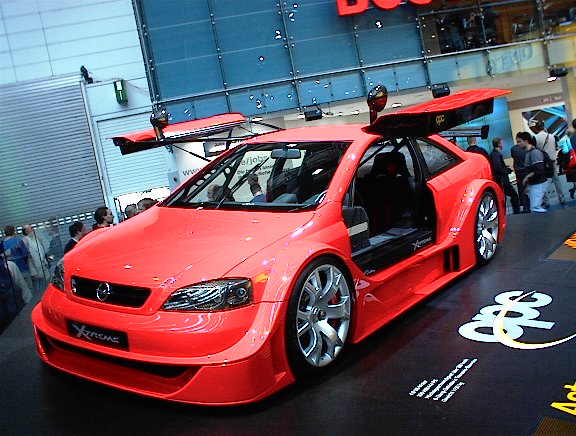
L'Opel Astra OPC X-Treme à l'IAA 2001

Le logo officiel présenté par Opel pour cette version inédite.

Opel a présenté au salon de Genève, en Suisse, une version reposant sur le châssis et le groupe motopropulseur de l'Opel Astra V8 Coupé du DTM avec une homologation route. Initialement prévue pour la production en petite série, elle ne vit jamais le jour pour le plus grand désespoir des commandes préalables déjà passées.
L'Opel Astra OPC XTreme reprend le moteur V8 à 4 arbres à cames en tête de la compétition développant cette fois-ci 444 chevaux (326 kW). Le moteur est issu de la famille Cadillac - Northstar, Opel appartenant à cette époque au groupe GM (General Motors). Sa vitesse maximale n'est pas connue, toutefois les médias et Opel parlent de plus de 300 km/h. Elle reçoit 4 jantes types "Snowflakes" de 20 pouces, dessin qui sera repris pour les jantes de la version OPC Turbo de l'Astra en 2002 puis par la gamme OPC dans son ensemble.
| Moteur | Cylindrée | Puissance       | Couple  | Alésage x course | Poids à vide | Longueur | Largeur | Hauteur | Empattement | Transmission                      |
| ------ | --------- | --------------- | ------- | ---------------- | ------------ | -------- | ------- | ------- | ----------- | --------------------------------- |
| V8 32v | 3 995 cm3 | 444 ch (326 kW) | 530 N m | 87 mm x 84 mm    | 1150 kg      | 4289 mm  | 1851 mm | 1289 mm | 2650 mm     | 6 vitesse séquentielle Propulsion |

## Galerie

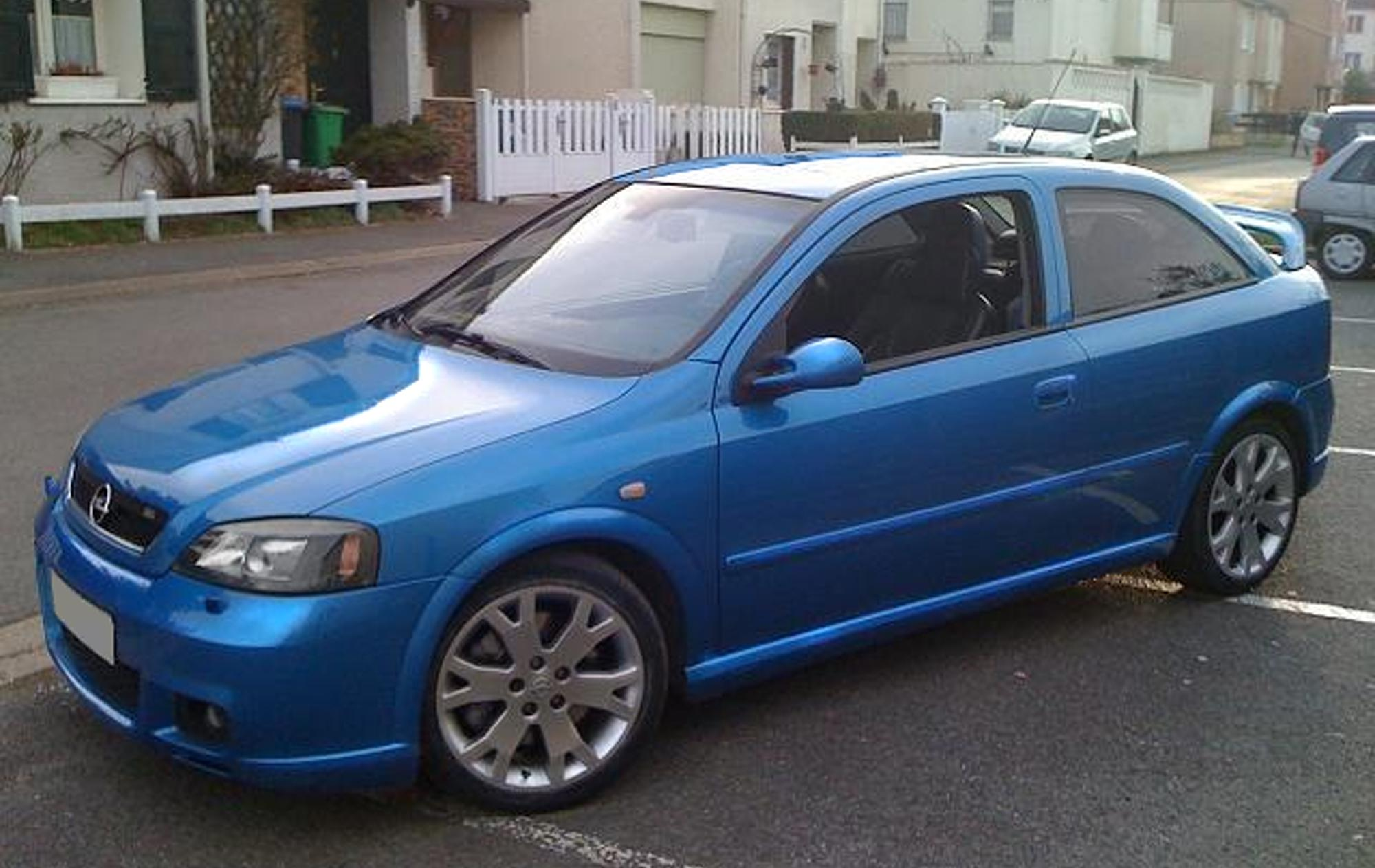
Opel Astra G OPC version Turbo
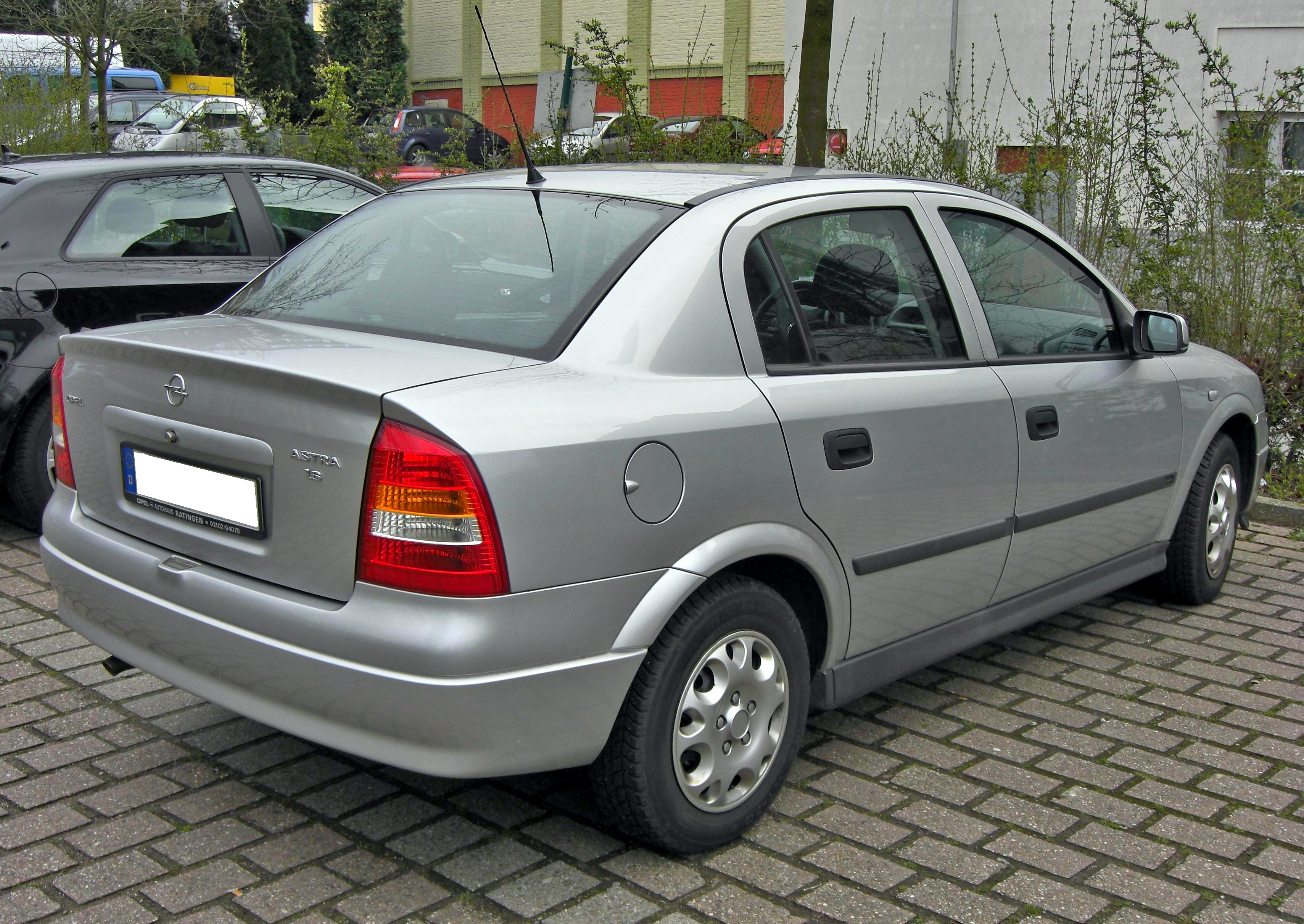
Opel Astra G tricorps (1998–2002)
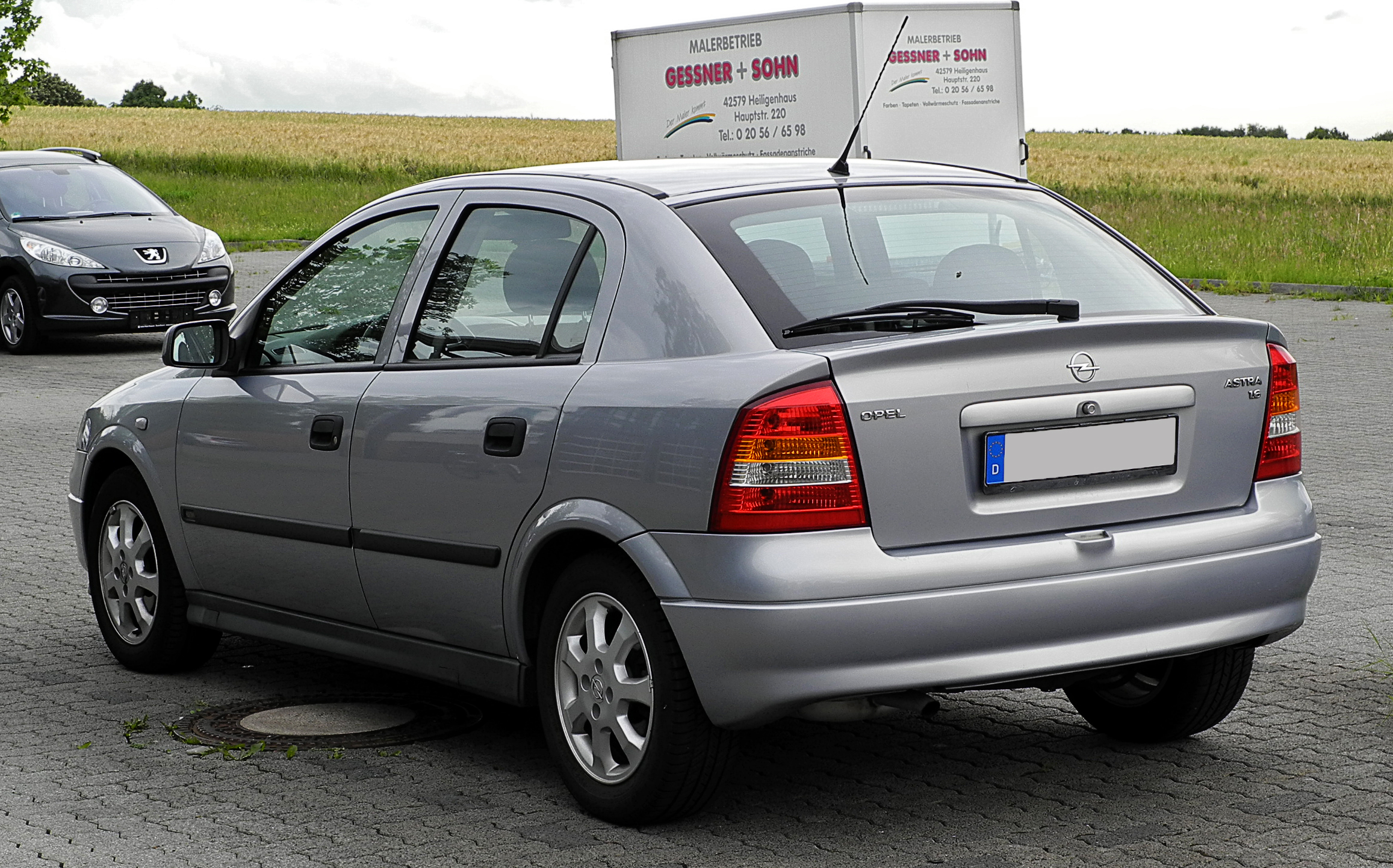
Arrière de l'Opel Astra G 5 portes
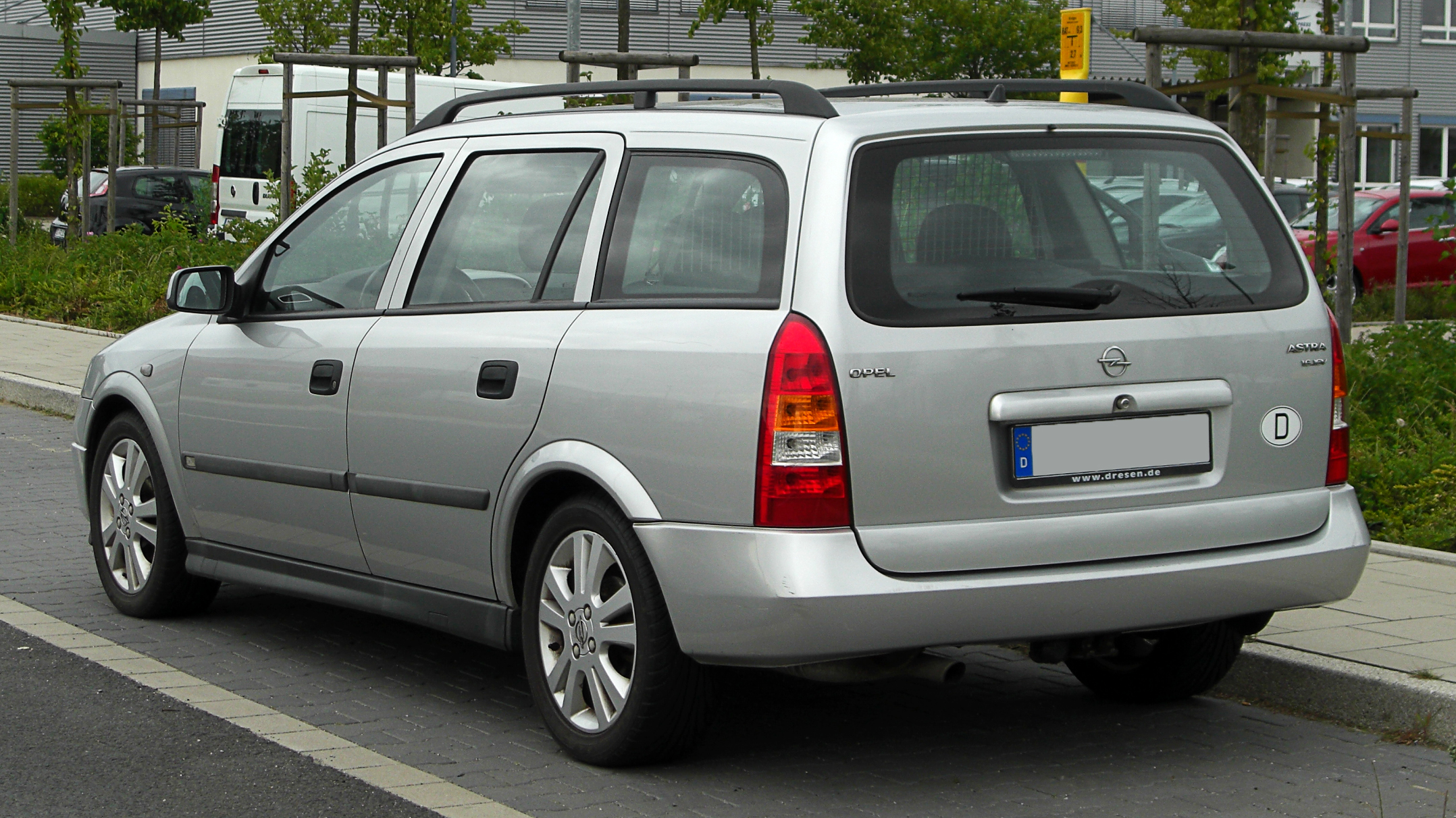
Opel Astra G Caravan (1998–2002)
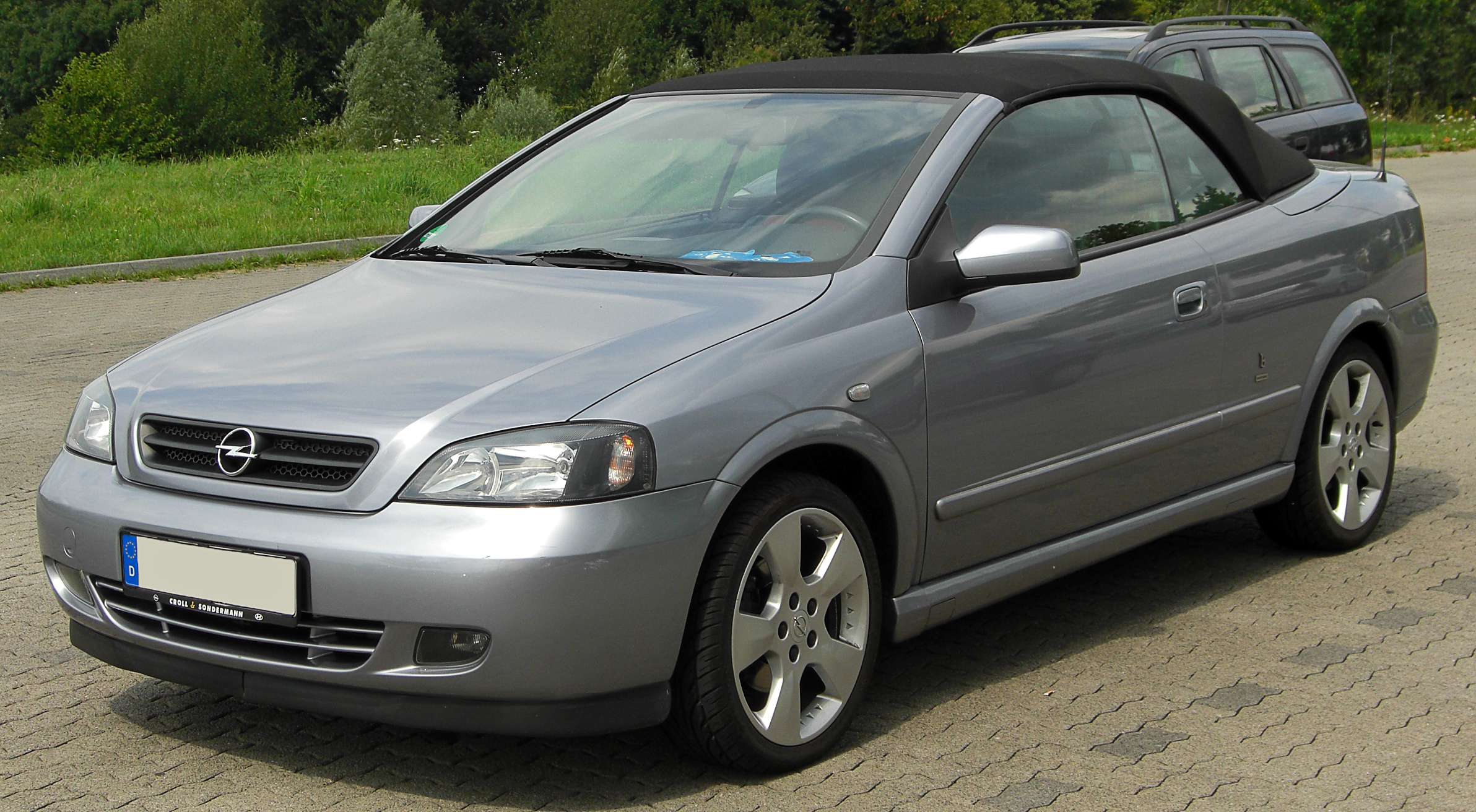
Opel Astra G cabriolet
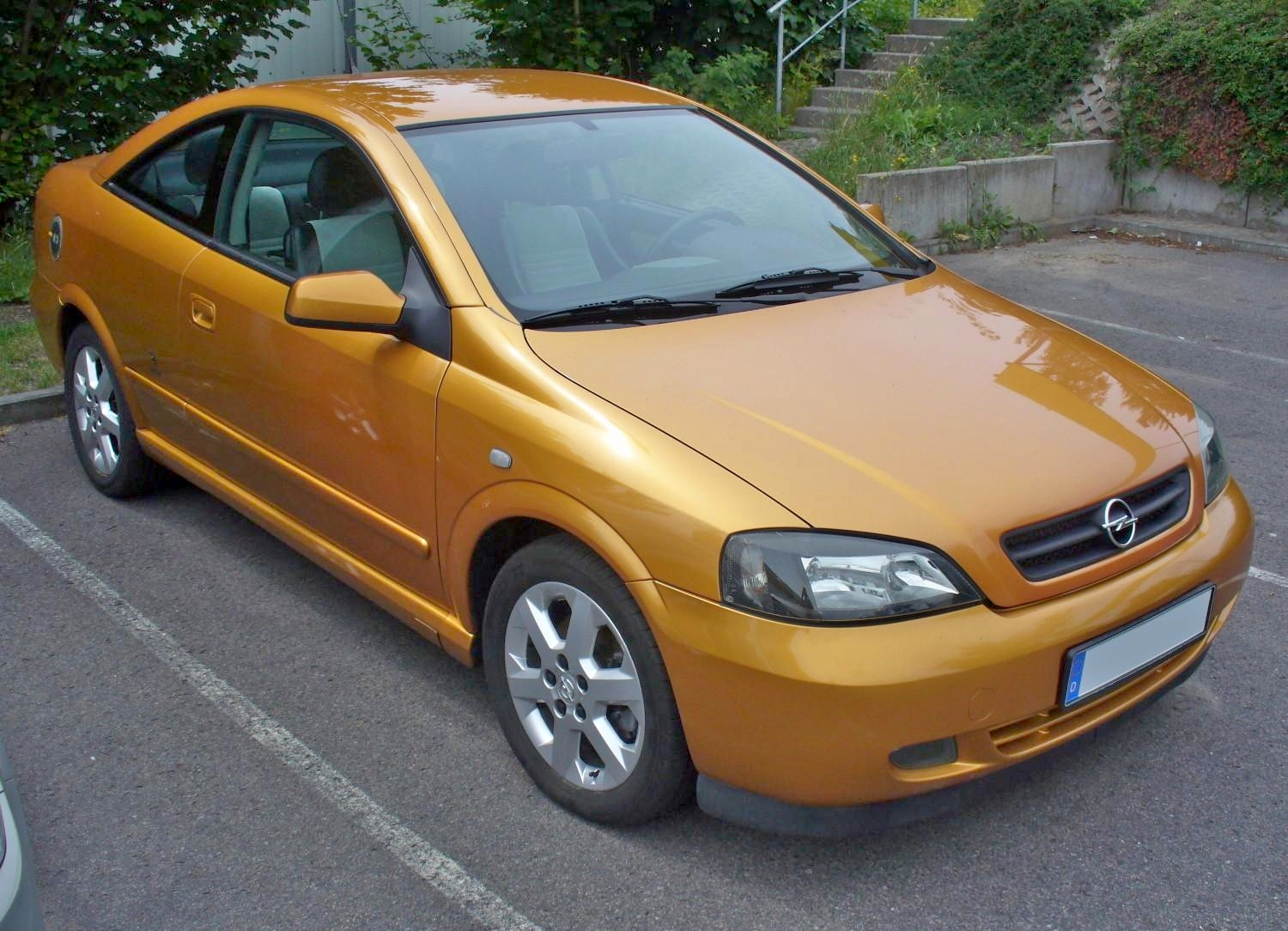
Opel Astra G Coupé (2 portes)
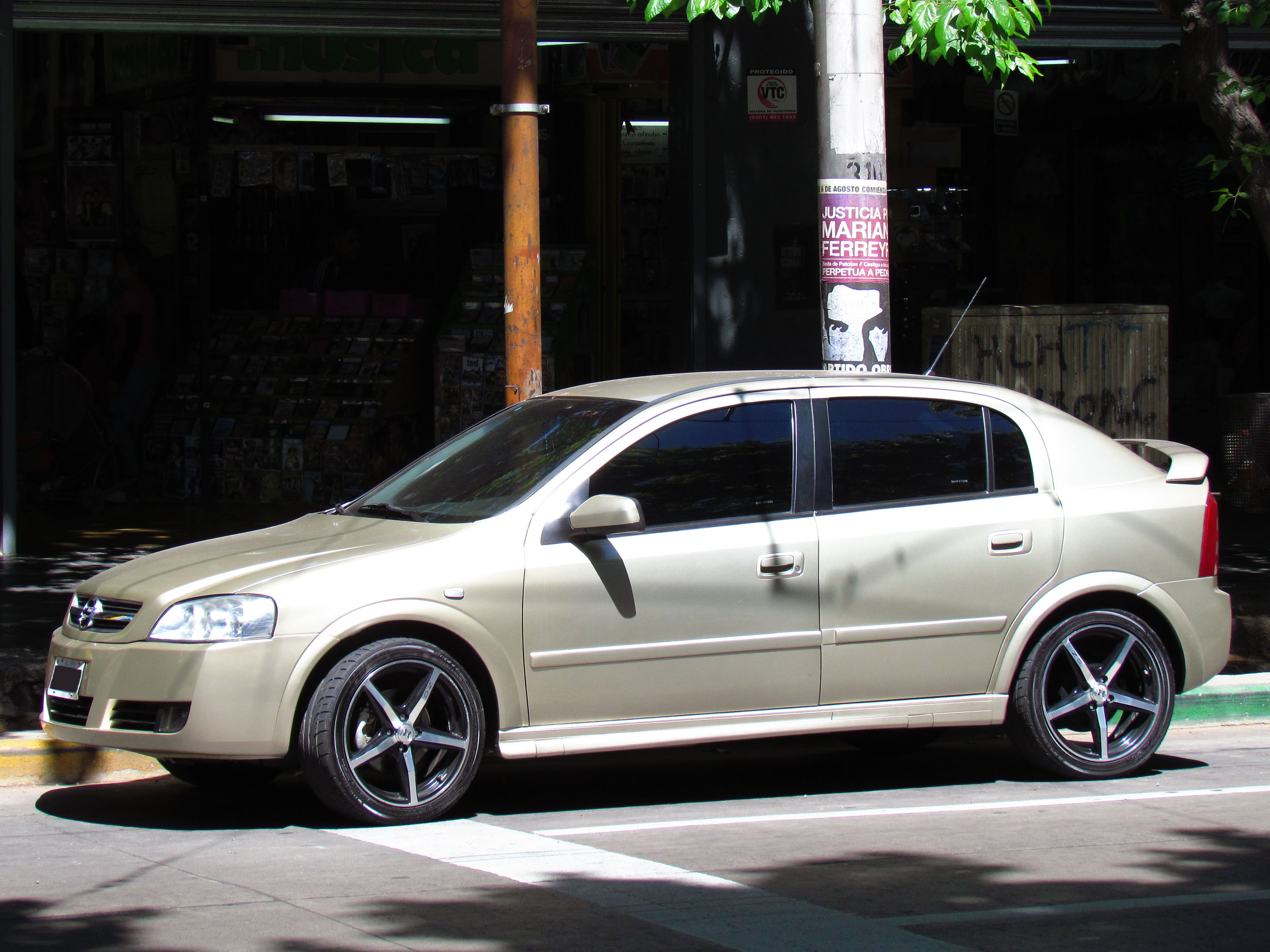
Chevrolet Astra II 5 portes
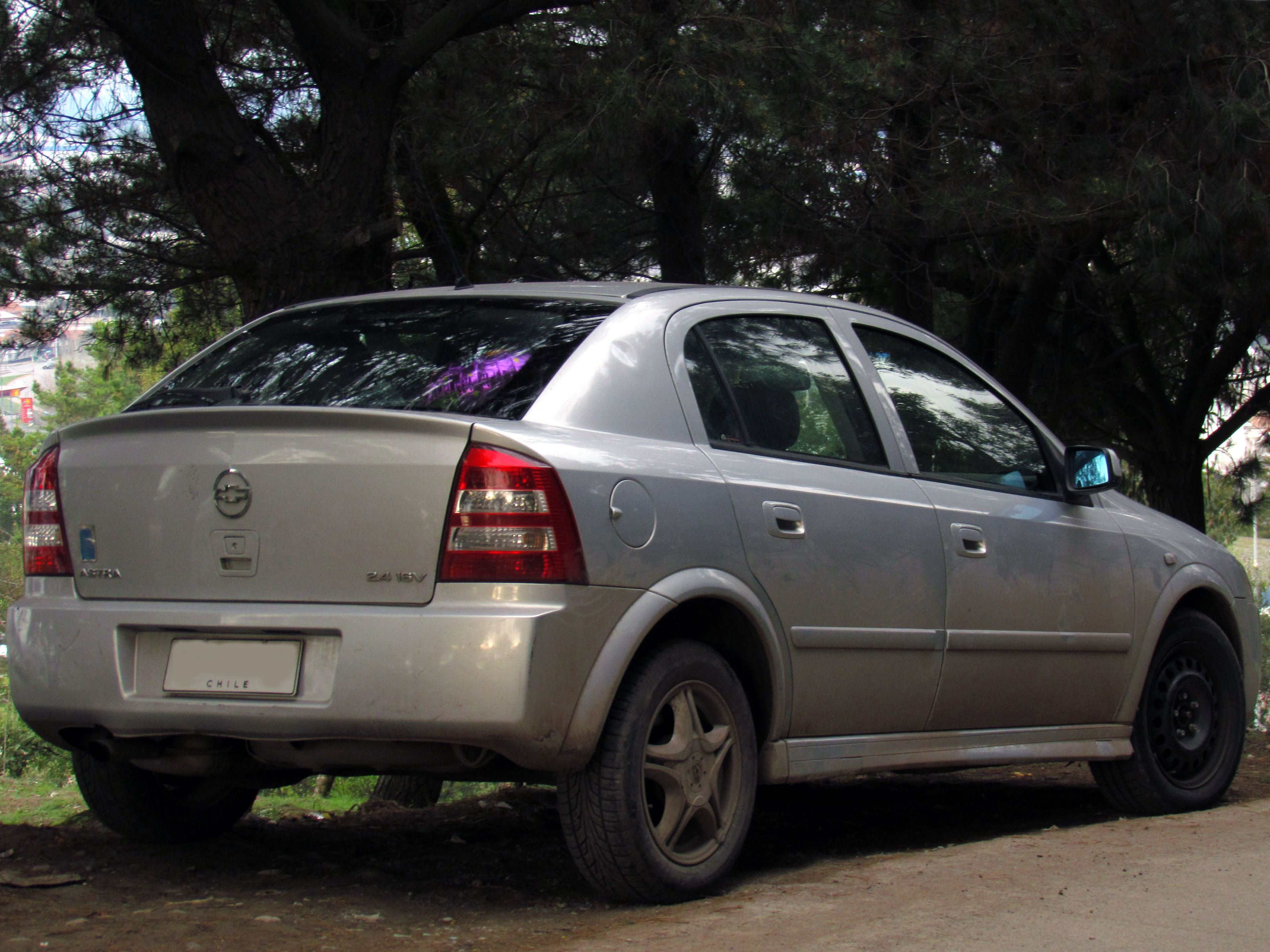
Chevrolet Astra II 5 portes
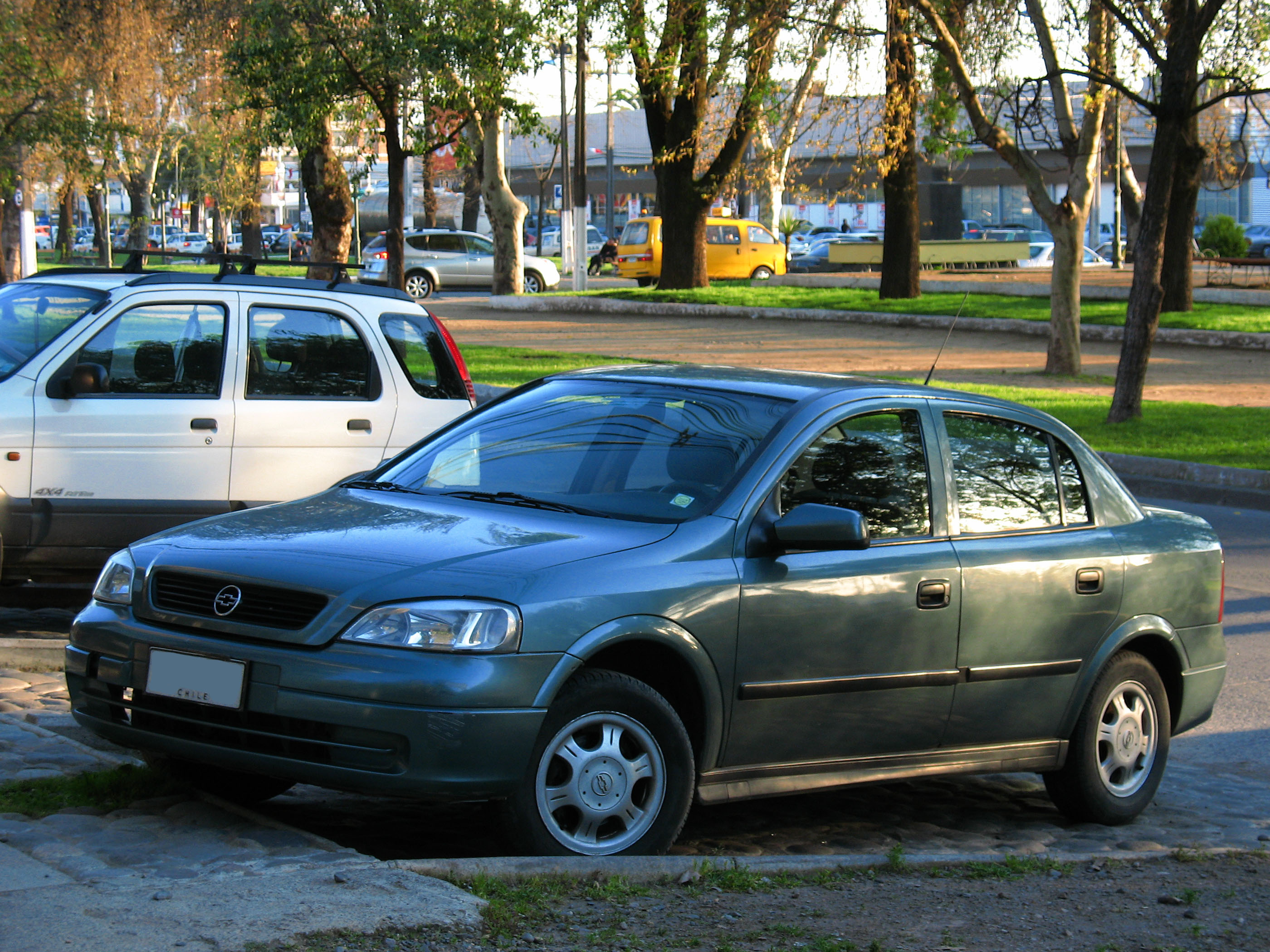
Chevrolet Astra II 4 portes
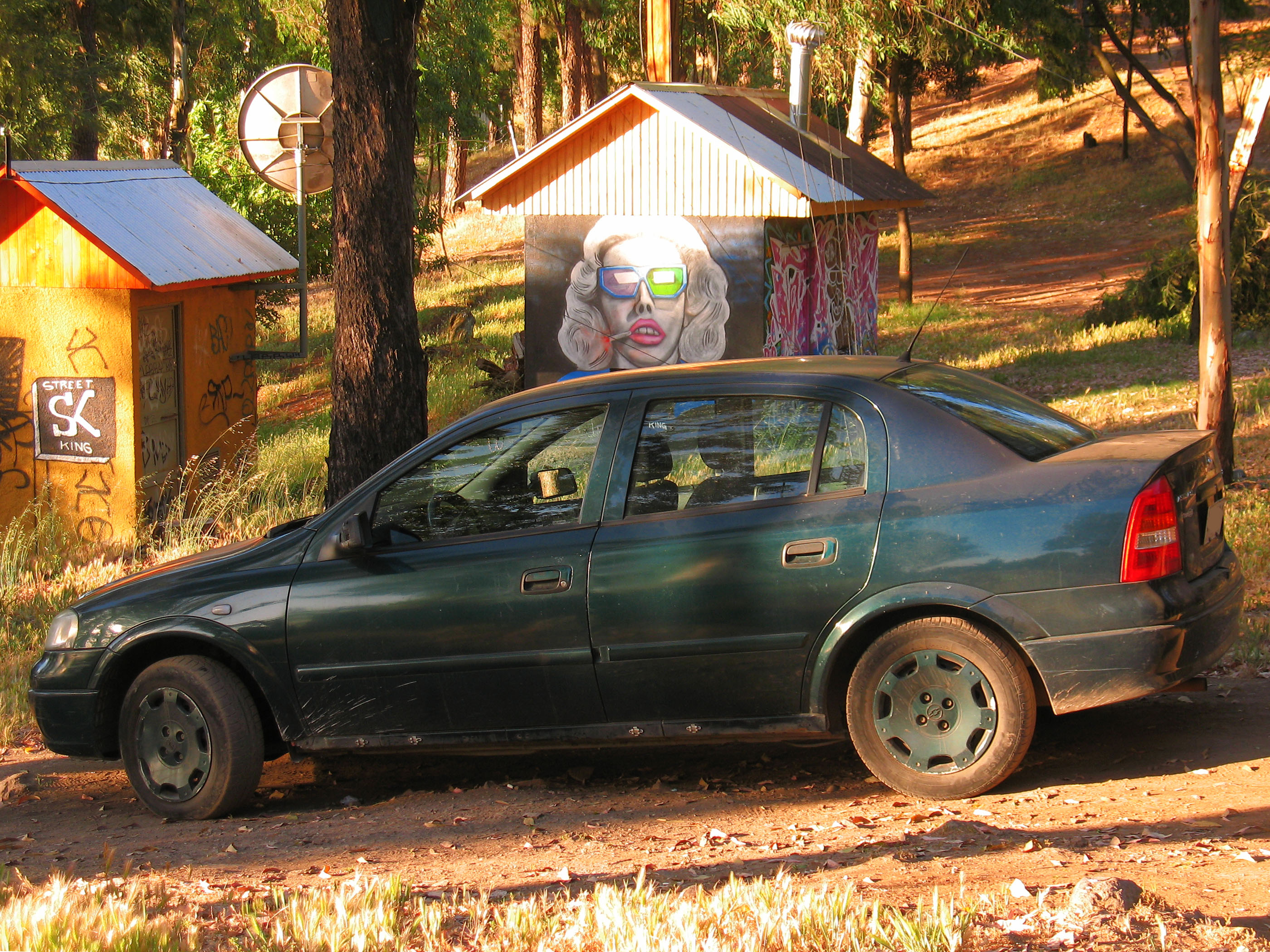
Chevrolet Astra II 4 portes
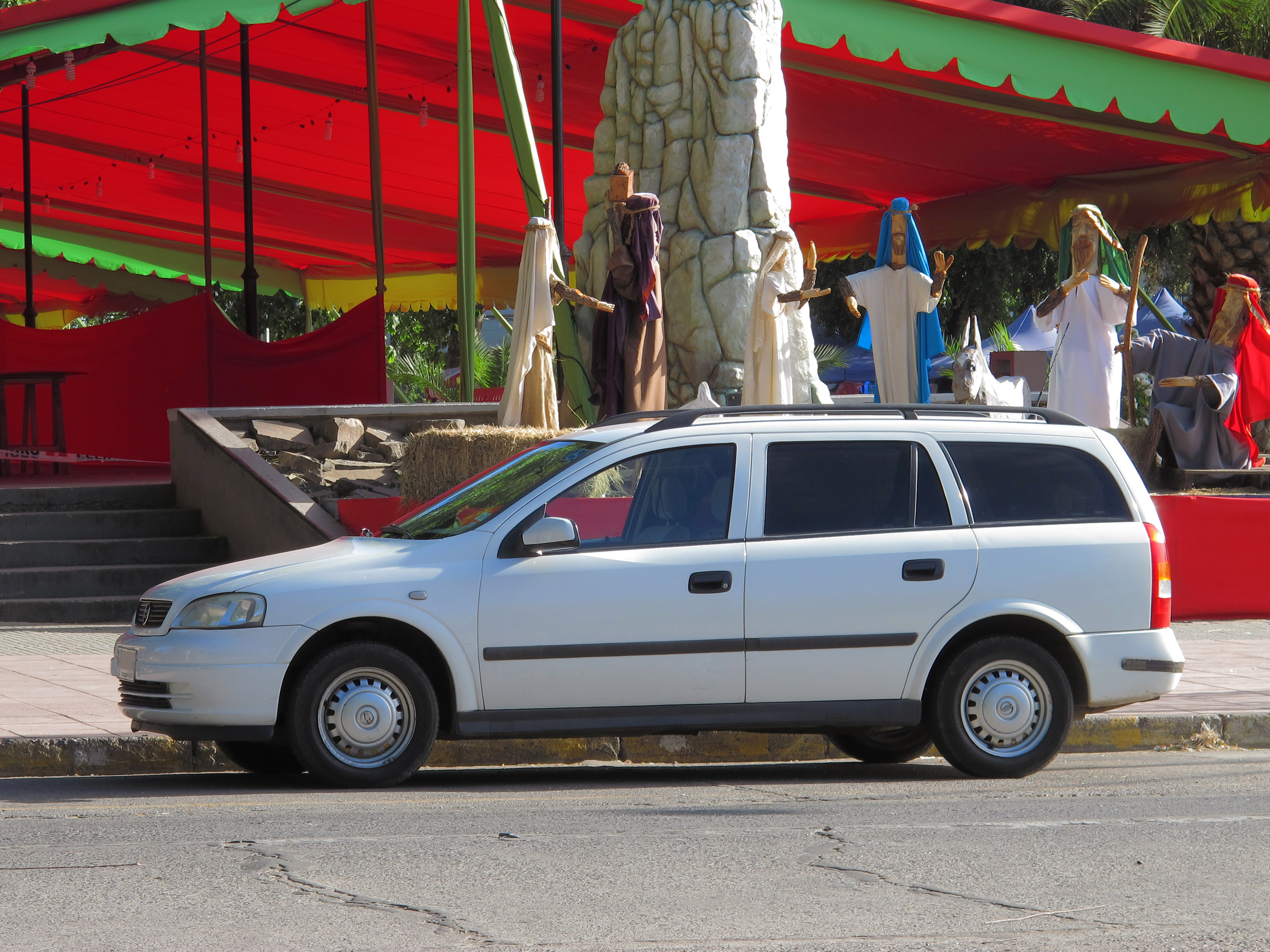
Chevrolet Astra II Break
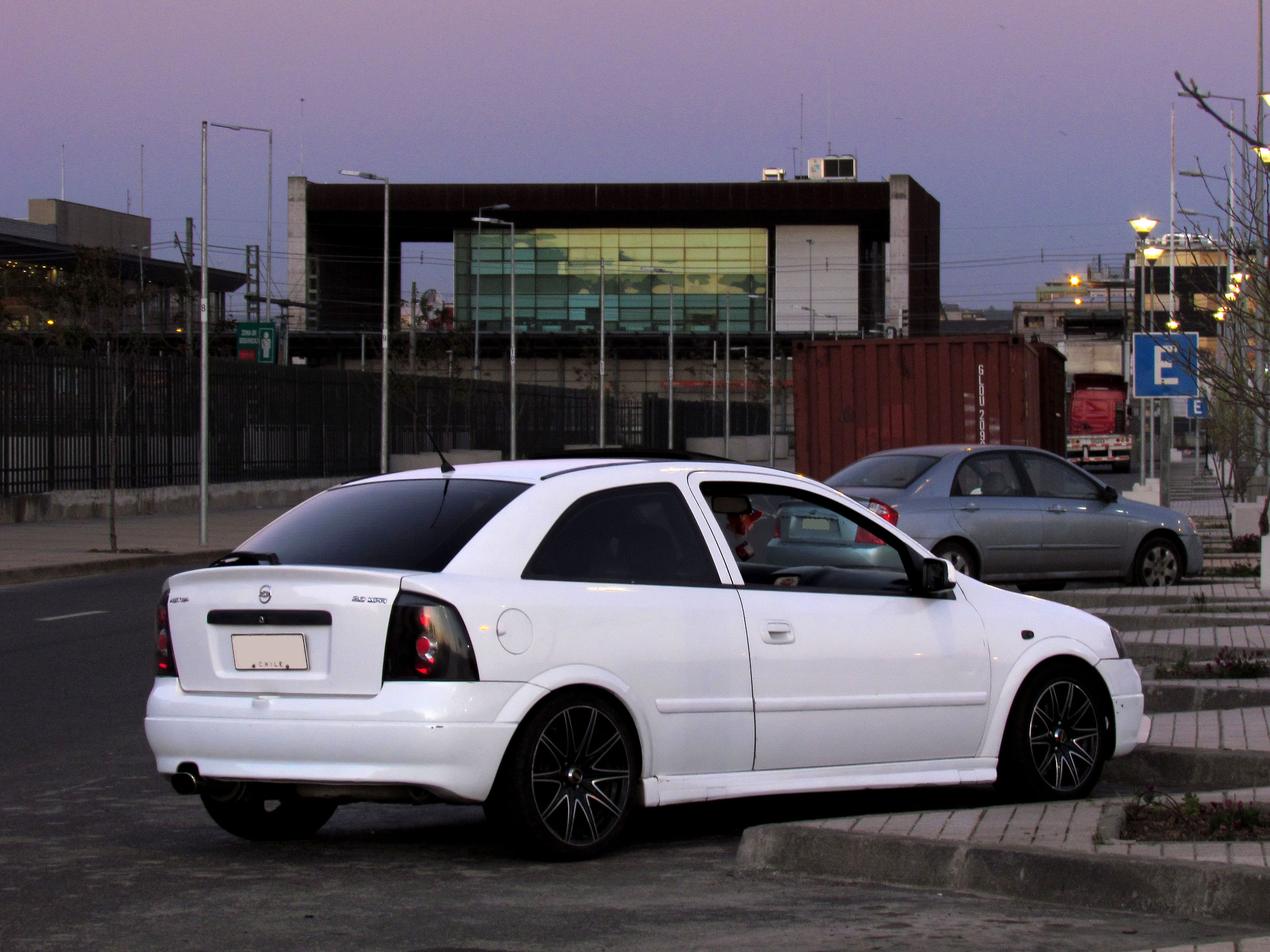
Chevrolet Astra II 3 portes
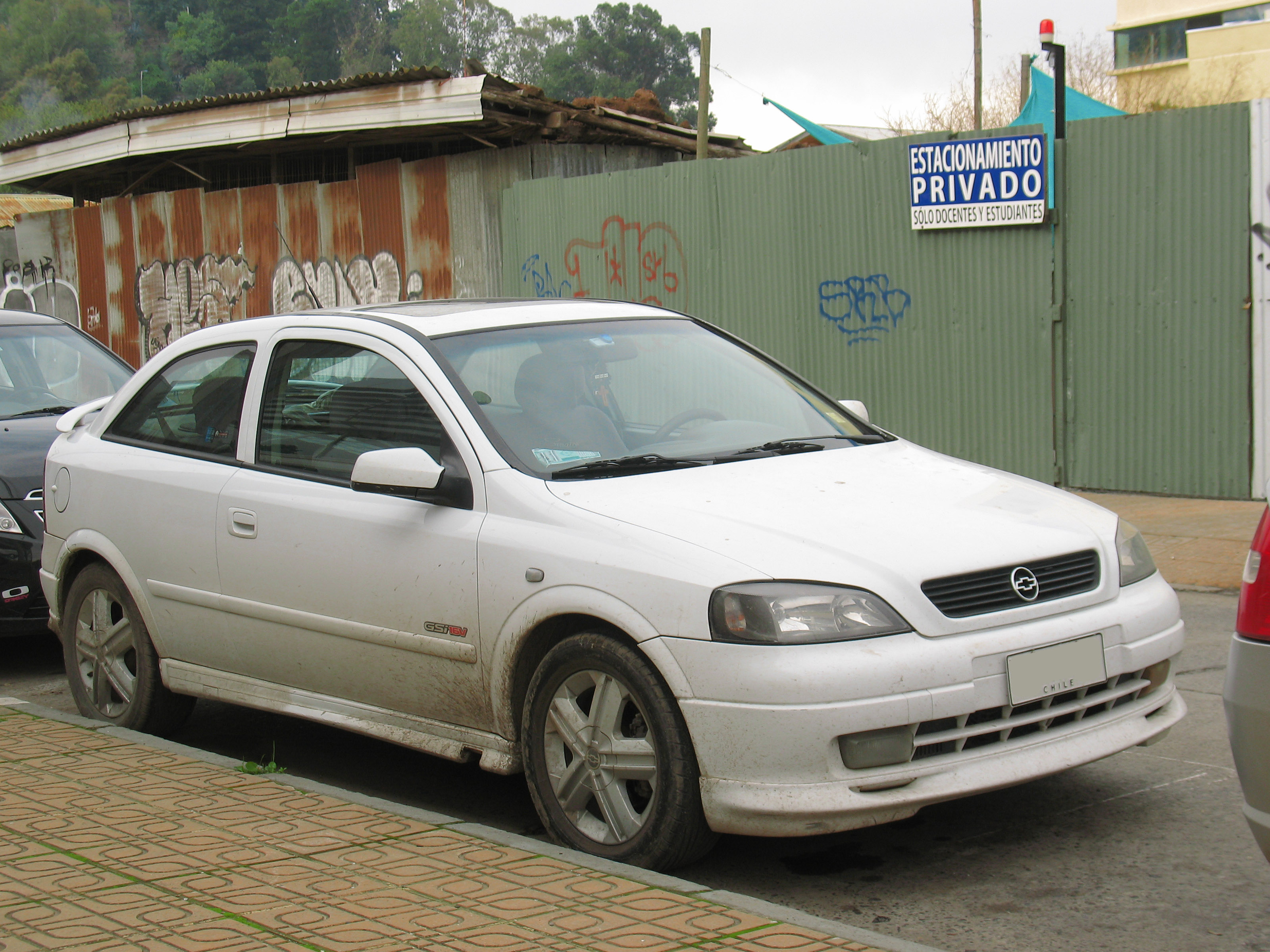
Chevrolet Astra II 3 portes GSi
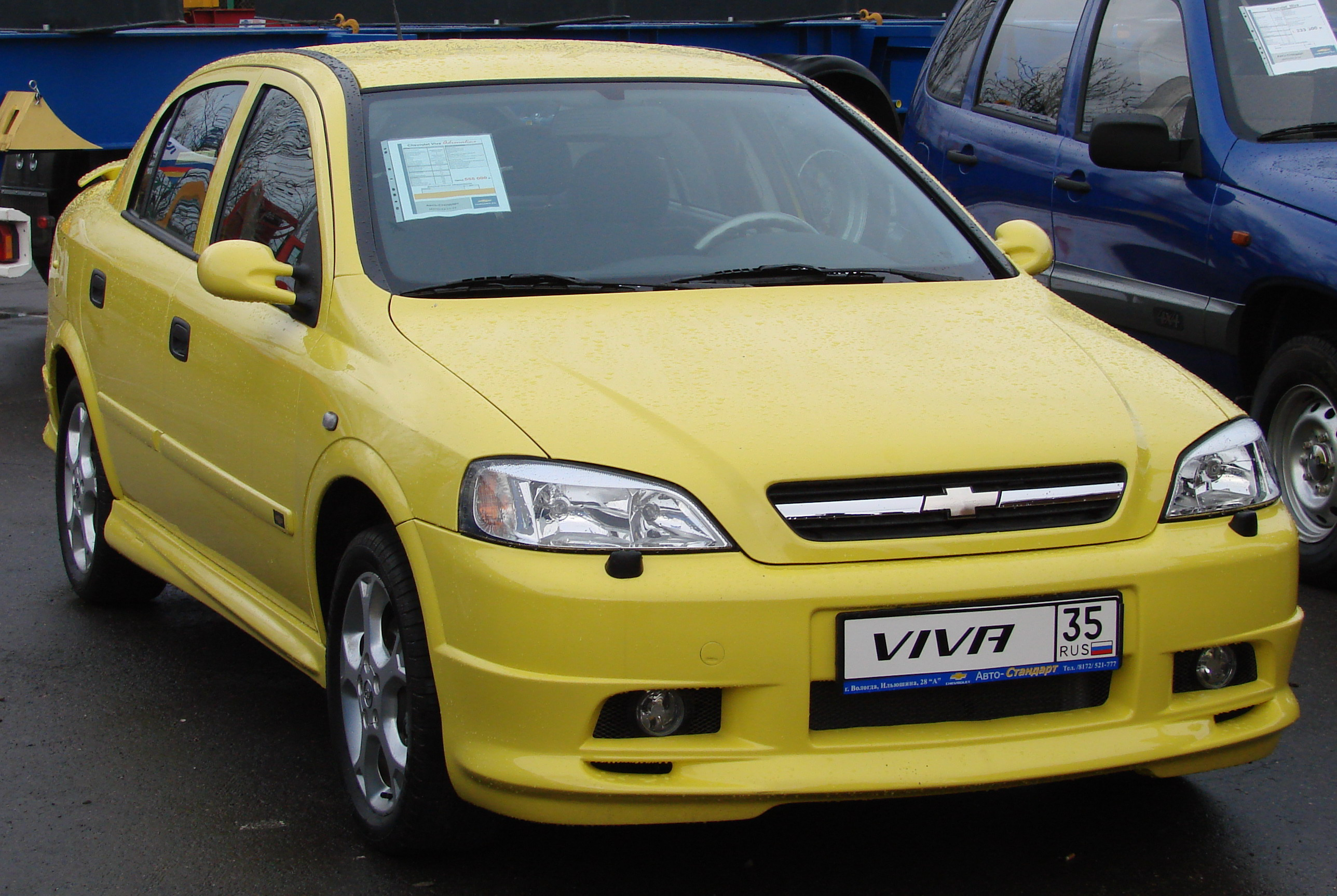
Chevrolet Viva
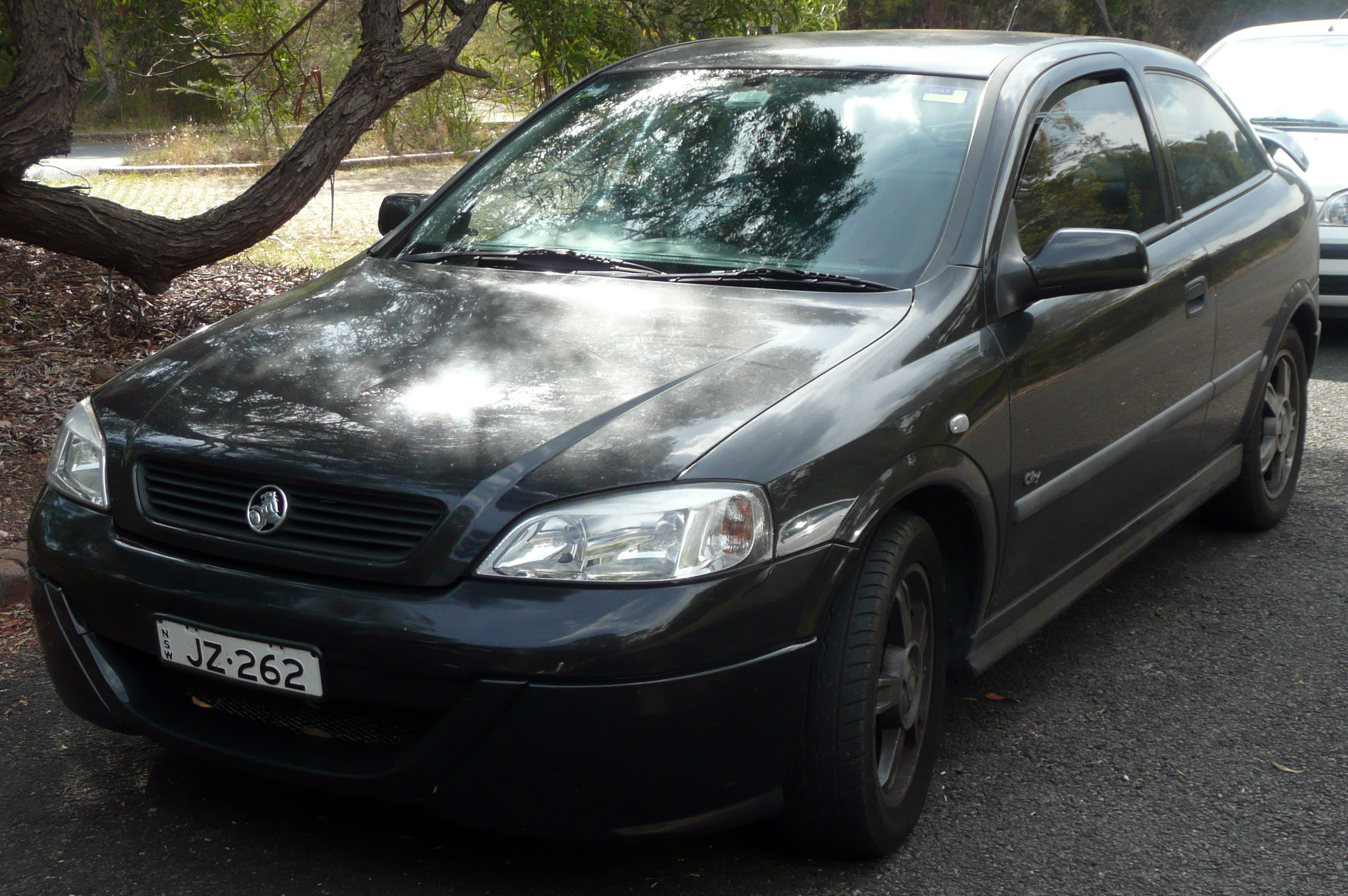
Holden Astra (TS) 3 portes
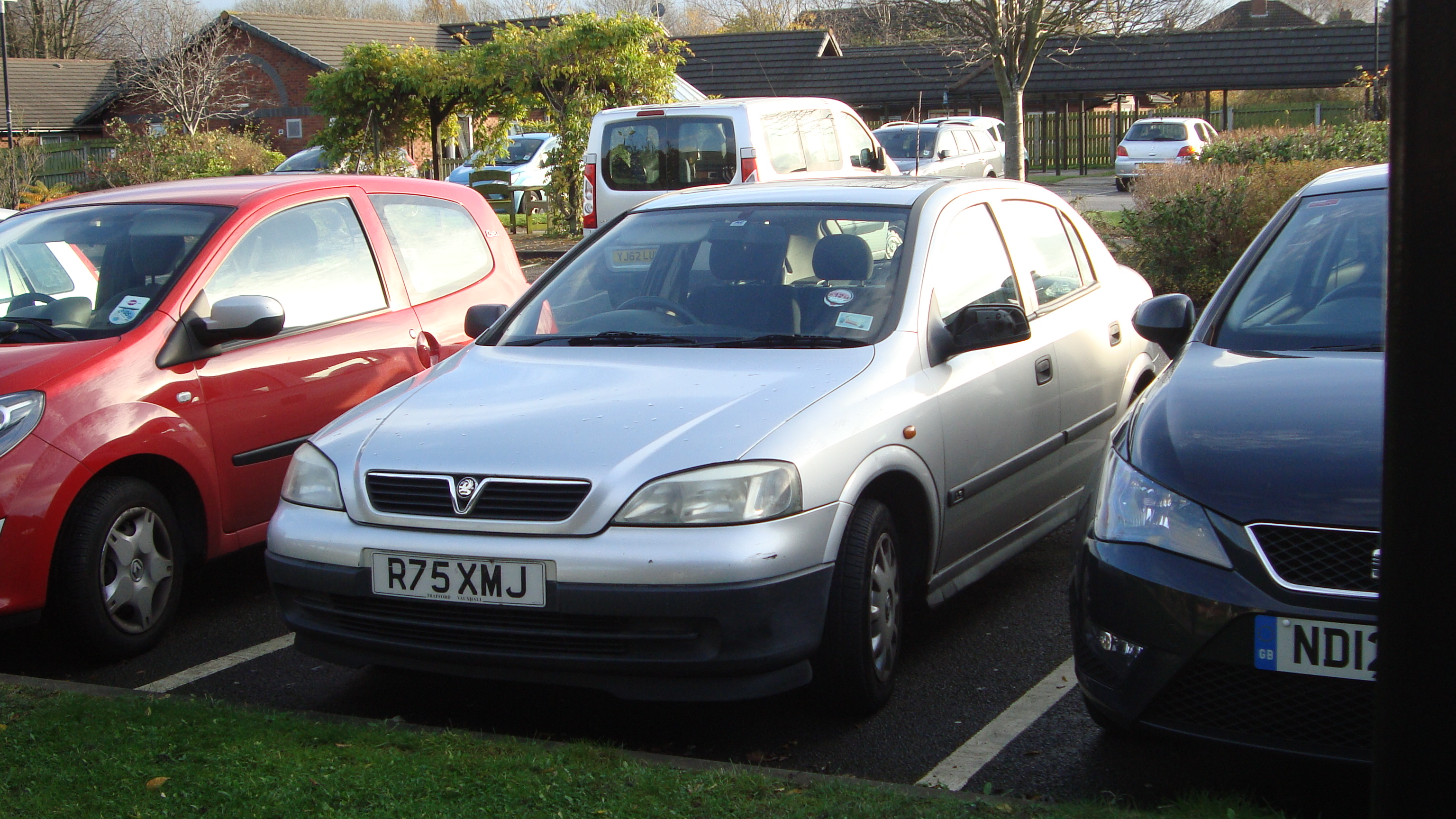
Vauxhall Astra Mk4 4 portes